# Diplotaxis ibicensis
Diplotaxis ibicensis és una brassicàcia que és endèmica de la província d'Alacant, Eivissa, Formentera, Cabrera i Mallorca. Viu preferentment a la zona litoral de les illes Pitiüses, en llocs una mica alterats. És una planta anual herbàcia erecta, de fins a mig metre d'alt. Les fulles són molt dividides amb els lòbuls estrets. Les seves flors són grogues i bastant grosses comparades amb altres ravenisses de flor groga. Floreix de febrer a juny. a l'hivern i fins a principi d'estiu.